# کریست گینز
کریست گینز (انگلیسی: Chryste Gaines؛ زادهٔ ۱۴ سپتامبر ۱۹۷۰) دونده اهل ایالات متحده آمریکا بود.